# Diane von Fürstenberg
Diane von Fürstenberg, nascida Diane Simone Michelle Halfin, e que antes de divorciar-se do príncipe Egon von Fürstenberg atendia por Diane, princesa von Fürstenberg, (Bruxelas, 31 de dezembro de 1946), é uma economista e estilista belga naturalizada estadunidense. É considerada umas das mais importantes criadoras de moda das décadas de 1970 e de 1980, sendo a criadora dos power rings (anéis feitos de pedras grandes) em parceria com a brasileira H.Stern e também do Wrap Dress.

## Biografia
Diane Simone Michelle Halfin nasceu em uma família judaica de classe média alta. Seu pai, Leon Halfin, nascido na Romênia e de nacionalidade russa, passou a Segunda Guerra Mundial (1939-1945) na Suíça. Sua mãe, Liliane Nahmias, de nacionalidade grega, foi uma sobrevivente do Holocausto. Dezoito meses antes de Diane nascer, sua mãe foi enviada para Auschwitz.
Estudou Economia na Universidade de Genebra.
Aos dezoito anos, Diane conheceu o príncipe Egon von Fürstenberg (1946-2004), o filho mais velho do príncipe Tassilo von Fürstenberg, membro da Casa de Fürstenberg e, como tal, da alta nobreza alemã, e de Clara Agnelli, uma herdeira da Fiat, cuja família tem ascendência na nobreza italiana. Casaram-se em 1969 e tiveram dois filhos, o príncipe Alexander von Fürstenberg (que nasceu seis meses depois do casamento) e a princesa Tatiana von Fürstenberg, que nasceu em Nova York. Hoje, é avó de três netos.
O casamento dos Fürstenberg, embora não fosse feliz e bem aceito pela família do noivo por causa da religião da noiva, foi considerado dinástico e, por isso, Diane recebeu o título de princesa von Fürstenberg, de acordo com o livro Manual Genealógico dos Nobres (alemães): Casas Principescas (em alemão: Genealogisches Handbuch Des Adels: Fürstliche Häuser). Egon e Diane divorciaram-se em 1972. Desde então, ela não tem mais o título nobiliárquico de princesa von Fürstenberg, mas pode usar o nome, como o faz em sua profissão.
No começo dos anos 1980, Diane von Fürstenberg teve um caso com Alain Elkann, ex-marido de Margherita Agnelli (prima de Egon), e manteve uma boa relação com os três filhos dele, Ginevra, John e Lapo Elkann.
Em 2001, ela casou-se com Barry Diller, responsável pela criação da Fox Broadcasting Company ao lado do magnata Rupert Murdoch. Diane e Barry estavam romanticamente envolvidos desde os anos 1970, embora a relação tivesse seus intervalos. No ano seguinte, ela obteve cidadania estadunidense.